# České Velenice
České Velenice är en stad i Tjeckien.   Den ligger i regionen Södra Böhmen, i den södra delen av landet, 150 km söder om huvudstaden Prag. České Velenice ligger 492 meter över havet och antalet invånare är 3 479.
Terrängen runt České Velenice är huvudsakligen platt, men västerut är den kuperad.Runt České Velenice är det ganska glesbefolkat, med 48 invånare per kvadratkilometer. Närmaste större samhälle är Suchdol nad Lužnicí, 14,9 km norr om České Velenice. I omgivningarna runt České Velenice växer i huvudsak blandskog.